# Coivert
Coivert är en kommun i departementet Charente-Maritime i regionen Nouvelle-Aquitaine i västra Frankrike. Kommunen ligger  i kantonen Loulay som ligger i arrondissementet Saint-Jean-d'Angély. År 2022 hade Coivert 196 invånare.

## Befolkningsutveckling
Antalet invånare i kommunen Coivert
Referens:INSEE